# Gonomyia papposa
Gonomyia papposa là một loài ruồi trong họ Limoniidae. Chúng phân bố ở miền Cổ bắc.